# النايف (المهرة)

تعديل مصدري - تعديل

النايف هي إحدى قرى مديرية منعر التابعة لمحافظة المهرة، بلغ تعداد سكانها 36 نسمة حسب تعداد اليمن لعام 2004.